# Гацци, Алессандро
Алессандро Гацци (итал. Alessandro Gazzi; род. 28 января 1983) — итальянский футболист, полузащитник клуба «Алессандрия».
27 мая 2007 года Гацци получил статус почётного гражданина города Реджо-ди-Калабрия.

## Клубная карьера

### Начало карьеры
Он начал свою футбольную карьеру в Плависе, молодёжном клубе своего города, Санта-Джустина. Затем он перешёл в Монтебеллуна, а ещё чуть позднее — в Тревизо, в матче за который игрок дебютировал в возрасте 17 лет в серии B в сезоне 2000/01.
Летом 2001 года игрока на два года арендовал «Лацио», определивший футболиста в молодёжный клуб, за который футболист и выступал все два года аренды, так ни разу и не сыграв за основную команду и вернувшись в Тревизо в 2003 году.

### Витербо
В августе 2003 года игрока подписал «Витербо», тренером которой тогда был Гвидо Карбони, ранее тренировавший «Дженоа». Всего за «Витербо» футболист провёл 31 матч, в которых отличился единожды. В частности, игрок провёл четыре матча серии плей-офф за попадание в серию B, где клуб добрался до финала, проиграв последний матч «Кротоне».
В конце сезона клуб был признан банкротом, и все игроки команды стали свободными агентами.

### Бари и Реджина
В июле 2004 года футболиста подписал Бари, выступающий в серии B; помимо Гацци Бари подписал ещё двух его одноклубников (Винченцо Санторуво и Лоренцо Сибилано); кроме того, был заключён контракт с бывшим тренером «Витербо». Всего за клуб в первый сезон полузащитник провёл 34 матча, забив в них три мяча. Клуб закончил сезон на десятом месте в лиге.
В следующем сезоне футболист появлялся на поле 35 раз, отличившись только единожды. 4 января 2006 года Гацци продлил контракт с клубом до 2009 года. В следующем сезоне полузащитник провёл за клуб всего одиннадцать матчей и в последний день зимнего трансферного рынка был продан «Реджине».в совместное владение, тогда же футболисту представилась возможность сыграть в серии А. Случилось это 11 февраля 2007 года в матче против «Торино», всего за Реджину в том сезоне Гацци провёл девять игр. Под руководством Вальтера Мадзарри клубу удалось избежать вылета, решающую роль сыграл коррупционный скандал в итальянском футболе. В 2007 году Гацци был награждён званием Почётного гражданина города Реджо-ди-Калабрия.

### Возвращение в Бари
22 июня 2007 года игрок вернулся в «Бари». 22 сентября, в матче против «Равенны», полузащитник повредил глаз, из-за чего выбыл на две недели. 21 ноября Гацци продлил контракт с «Бари» до 2011 года.
В сезоне 2008/09 футболист провёл за клуб 39 матчей, сыграв одну из главных ролей в выходе Бари в Серию А. В следующем сезоне, при Джампьеро Вентуре, футболист выполнял важнейшую роль в системе игры клуба, проведя 32 игры в высшем дивизионе. 7 апреля 2010 года Гацци продлил контракт с «Бари» до 2013 года, и в течение сезона 2011/12, сыграл в 31 матче команды. 10 апреля 2011 года в матче против «Катании» футболист забил свой первый гол в Серии А.

### Сиена
После вылета из «Бари» в Серию B, футболистом интересовались «Кьево» и «Торино», однако 11 августа 2011 года был оформлен переход игрока в «Сиену».
Под руководством Джузеппе Саннино играл на позиции опорного полузащитника, дебютировав за клуб 11 сентября против «Катании» и забив свой первый гол 20 ноября, в домашнем матче против «Аталанты». Всего за Сиену игрок провёл 33 матча, забив один гол.

### Торино
13 июля 2012 Гацци перешёл в «Торино» за €2,5 млн и переход в Сиену Маттео Рубина на правах совместной собственности. Игрок официально дебютировал за клуб 18 августа 2012 года в Кубок Италии в матче против Лечче; Дебют футболиста в лиге состоялся 26 августа, в матче против своего бывшего клуба, «Сиены». Первый гол за «Торино» футболист забил 30 сентября в гостях у «Аталанты». 28 августа 2014 года полузащитник дебютировал в еврокубках в матче против сплитского «Хайдука». В феврале 2015 года продлил свой контракт с клубом до конца сезона 2015-16.

### Палермо
3 августа 2016 «Палермо» объявил о подписании Гацци.

## Итальянский футбольный скандал 2011/12
В августе 2012 года Гацци с некоторыми другими бывшими футболистами Бари подозревались в участии в договорных матчах.
6 июня 2013 года футболист был дисквалифицирован на 3 месяца и 10 дней, плюс штраф в размере 40 000 евро.

## Стиль игры
Обычно Гацци играет на позиции центрального или опорного полузащитника. Футболист способен начинать атаки из глубины и участвовать в их организации. Гацци — цепкий игрок с сильной левой ногой.

## Статистика

### Клуб
По состоянию на 31 мая 2015 года.
| Клуб              | Сезон             | Лига              | Лига | Лига | Кубок | Кубок | УЕФА | УЕФА | Другие | Другие | Всего | Всего |
| Клуб              | Сезон             | Дивизион          | М    | Г    | М     | Г     | М    | Г    | М      | Г      | М     | Г     |
| ----------------- | ----------------- | ----------------- | ---- | ---- | ----- | ----- | ---- | ---- | ------ | ------ | ----- | ----- |
| Витербо           | 2000-01           | Серия B           | 2    | 0    | 0     | 0     | —    | —    | —      | —      | 2     | 0     |
| Лацио             | 2001-02           | Серия A           | 0    | 0    | 0     | 0     | 0    | 0    | —      | —      | 0     | 0     |
| Лацио             | 2002-03           | Серия A           | 0    | 0    | 0     | 0     | 0    | 0    | —      | —      | 0     | 0     |
| Лацио             | Всего             | Всего             | 0    | 0    | 0     | 0     | 0    | 0    | —      | —      | 0     | 0     |
| Витербо           | 2003-04           | Серия C1          | 31   | 1    | 0     | 0     | —    | —    | 4      | 0      | 35    | 1     |
| Бари              | 2004-05           | Серия B           | 34   | 3    | 2     | 0     | —    | —    | —      | —      | 0     | 0     |
| Бари              | 2005-06           | Серия B           | 35   | 1    | 5     | 0     | —    | —    | —      | —      | 0     | 0     |
| Бари              | 2006-07           | Серия B           | 17   | 0    | 1     | 0     | —    | —    | —      | —      | 0     | 0     |
| Реджина           | 2006-07           | Серия B           | 9    | 0    | —     | —     | —    | —    | —      | —      | 30    | 3     |
| Бари              | 2007-08           | Серия B           | 37   | 1    | 3     | 0     | —    | —    | —      | —      | 0     | 0     |
| Бари              | 2008-09           | Серия B           | 39   | 0    | 0     | 0     | —    | —    | —      | —      | 0     | 0     |
| Бари              | 2009-10           | Серия A           | 32   | 0    | 1     | 0     | —    | —    | —      | —      | 0     | 0     |
| Бари              | 2010-11           | Серия A           | 31   | 1    | 2     | 0     | —    | —    | —      | —      | 0     | 0     |
| Бари              | Всего             | Всего             | 225  | 6    | 14    | 0     | —    | —    | —      | —      | 239   | 6     |
| Сиена             | 2011-12           | Серия A           | 33   | 1    | 2     | 0     | —    | —    | —      | —      | 35    | 1     |
| Торино            | 2012-13           | Серия A           | 34   | 2    | 1     | 0     | —    | —    | —      | —      | 35    | 2     |
| Торино            | 2013-14           | Серия A           | 11   | 0    | 0     | 0     | —    | —    | —      | —      | 11    | 0     |
| Торино            | 2014-15           | Серия A           | 30   | 0    | 1     | 0     | 10   | 0    | —      | —      | 41    | 0     |
| Торино            | 2015-16           | Серия A           | 0    | 0    | 0     | 0     | —    | —    | —      | —      | 0     | 0     |
| Торино            | Всего             | Всего             | 75   | 2    | 2     | 0     | 10   | 0    | —      | —      | 87    | 2     |
| Всего за карьеру: | Всего за карьеру: | Всего за карьеру: | 379  | 10   | 18    | 0     | 10   | 0    | 4      | 0      | 407   | 10    |

1. ↑  All appearances in UEFA Europa League

## Достижения
«Бари»
- Серия B: 2008-09